# كانتون بوتومايو
كانتون بوتومايو (بالإنجليزية: Putumayo Canton)‏ هو كانتون في الإكوادور، يتبع سوكومبيوس، عاصمته Puerto El Carmen de Putumayo ‏.